# Комаров (Бероун)
Комаров (чеш. Komárov) је насељено мјесто са административним статусом варошице (чеш. městys) у округу Бероун, у Средњочешком крају, Чешка Република.

## Становништво
Према подацима о броју становника из 2014. године насеље је имало 2.430 становника.